# Kiến Phúc (xã)
Kiến Phúc là một xã thuộc huyện Ninh Giang, tỉnh Hải Dương, Việt Nam.

## Địa lý
Xã Kiến Phúc có diện tích 10,58 km², dân số năm 2022 là 13.163 người, mật độ dân số đạt 1.244 người/km².

## Lịch sử
Ngày 24 tháng 10 năm 2024, Ủy ban Thường vụ Quốc hội ban hành Nghị quyết số 1250/NQ-UBTVQH15 về việc sắp xếp đơn vị hành chính cấp xã của tỉnh Hải Dương giai đoạn 2023 – 2025 (nghị quyết có hiệu lực từ ngày 1 tháng 12 năm 2024). Theo đó, thành lập xã Kiến Phúc thuộc huyện Ninh Giang trên cơ sở toàn bộ 4,98 km² diện tích tự nhiên, quy mô dân số là 5.226 người của xã Hồng Phúc và toàn bộ 5,60 km² diện tích tự nhiên, quy mô dân số là 7.937 người của xã Kiến Quốc.
Xã Kiến Phúc có 10,58 km² diện tích tự nhiên và quy mô dân số là 13.163 người.